# Textilní kroužek v Brně
Textilní kroužek v Brně má svůj počátek v kurzu textilních technik, který proběhl v letech 1974–1976 v Brně v prostorách Vesny na ulici Údolní pod vedením dr. Richarda Klaudy. 
Po ukončení kurzu se členkám nechtělo opustit dělný kolektiv. Našly formu další spolupráce pod vedením Květoslavy Švejdové ustavením Kroužku textilní tvorby, který se organizačně zařadil pod patronát Klubu školství a vědy Bedřicha Václavka, sídlícího v budově odborového svazu ROH (revoluční odborové hnutí) pracovníků školství, vědy, umění a tisku, sídlícího  tehdy na Leninově ulici číslo 34 (po roce 1989 Kounicově). 
Kromě pravidelných schůzek a výukových lekcí, zájezdů a exkurzí kroužek pořádal veřejné výstavy a přehlídky textilních prací nejen v regionu, ale i v celostátním měřítku (členky se například pravidelně účastňovaly výstav Amtexu), o nichž informoval běžně denní tisk. Kroužek čítal v době rozmachu činnosti v osmdesátých letech 20. století kolem 60 členek. 
Po roce 1989 skončil Klub školství a vědy B. Václavka (běžně se užívalo zkrátky KŠVBV) svou činnost. Ne tak textilní kroužek. I přes nepříznivé okolnosti kroužek pokračoval v pravidelných schůzkách ve školských a kulturních zařízeních města (školy na ulici Kotlářská, Sokolská, dům pánů z Kunštátu na ulici Dominikánské). 
Po smrti Květoslavy Švejdové roku 2006 nastalo pro kroužek několikaměsíční kritické období bezvládí, překonané souhlasem členky Bohumily Vlachové převzít vedení. Od roku 2008 našel textilní kroužek střechu nad hlavou v místnostech Klubu seniorů městské části Brno-střed na ulici Václavská 5. Od roku 2013 se členky kroužku zařadily i mezi členstvo tohoto klubu. Jeho členky jsou důchodového věku.